# Bársony István (író)
Bársony István (Sárkeresztes, 1855. november 15. – Budapest, 1928. március 12.) vadász, író, újságíró.

## Származása, tanulmányai

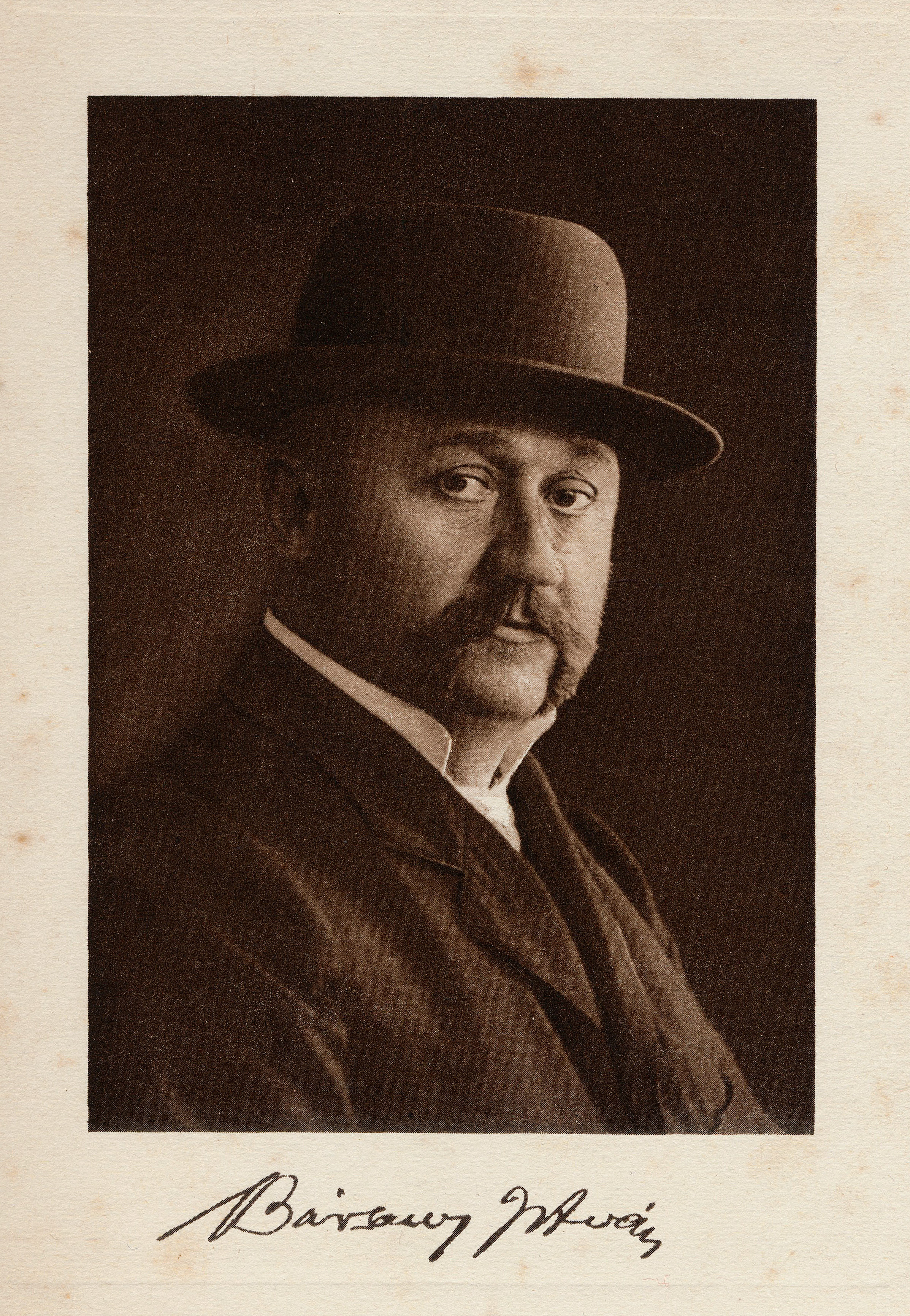
Bársony István arcképe és aláírása

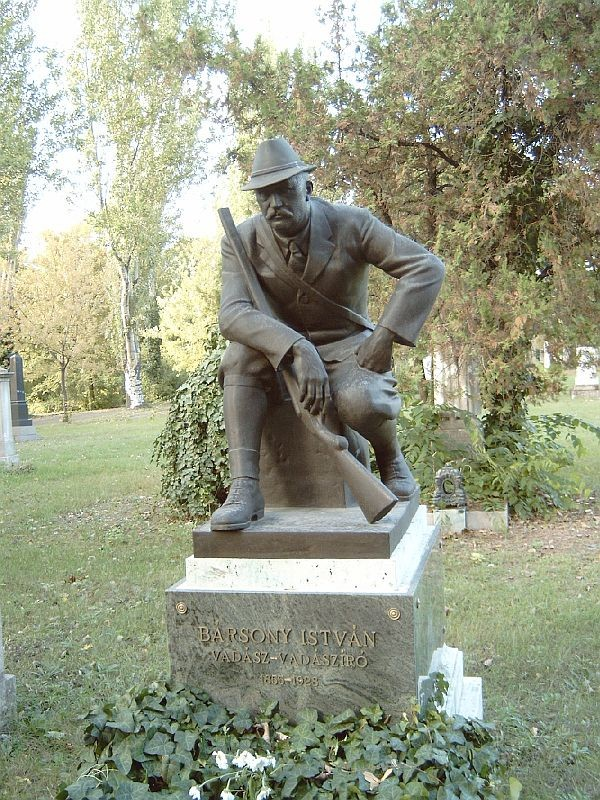
Bársony István sírja. Kerepesi temető: 35-1-76. (G. Fekete Géza szobra).

Édesapja, Bársony János a közeli grófi birtokon volt gazdatiszt, irodalomkedvelő édesanyja, Fásy Lujza. Négyéves korában kisebb leánytestvéreivel együtt a család Nagykárolyba költözött. A már itt született öccse, Bársony János, orvos lett.
Középiskolába Nagykárolyban, Pozsonyban és Szatmárnémetiben járt, Pozsonyban és Budapesten jogot végzett. Budai kirándulások során ismerkedett meg későbbi feleségével, Borsos Vilmával.

## Pályafutása
1881-től az Egyetértés című lapnál volt munkatárs, később a Hazánk, majd a Magyar Hírlap főmunkatársa 1907 májusáig, amikor a Budapesti Közlöny szerkesztője lett. Novelláival az első nagy sikert 1886-ban aratta: I. díjat nyert az Ország-Világ pályázatán Proletárok című írásával. Ily módon Benedek Elek főszerkesztő tekinthető a felfedezőjének. Megjelent első könyve is, a Százszorszépek. Főleg vadásztörténeteivel aratott sikereket. 1910-ig 35 kötetnyi elbeszélést, rajzot, regényt és főképpen természetleírást és vadászrajzot írt. Hangulatos tárcái, elbeszélései és regényei ritka természetismeretről tanúskodnak, színes stílusuk révén a közönségnél nagy kedveltséget szereztek Bársony Istvánnak.
Hitvallása így szól: 
A természet költője nem mesemondó. Hitet kell tennie arról, hogy igazat ír. Egyetlen sort se írtam le a természetről, amelynek az igazságáról meg ne győződtem volna.
Írói kvalitásait a szakma is elismerte. Az antológiák, almanachok, a díszkiadásban megjelenő nagy albumok (Tátra-album, Magyarország vármegyéi és városai) is igényelték munkáját, szakértelmét. Szakcikkei is rendszeresen jelentek meg, s több vadászati témájú könyv előszavát írta.
70. születésnapján egy ország ünnepelte. Élete utolsó éveiben vesebetegségben szenvedett, a kórt már nem tudta legyőzni, 1928. március 12-én meghalt. Sírjánál családtagjai, az író-, a tudós-, a vadásztársadalom és a politikai élet kiemelkedő személyiségei búcsúztak el tőle.

## Társulati, szakmai társasági tagságai
- 1894 – A Petőfi Társaság tagja.
- 1898 – A Kisfaludy Társaság tagja.
- A Diana Budapesti Vadásztársaság tiszteletbeli örökös elnöke.
- A Hubertus Magyar Vadászati Védegylet tiszteletbeli elnöke.
- Sárkeresztes díszpolgára.
- A Madártani Intézet tiszteletbeli tagja.

## Művei

### Folyóiratcikkek
Az elmult időkből c. nagyobb elbeszélése jelent meg a Szatmármegyei Közlönyben (1876.); attól kezdve gyakran írt a vidéki lapokba. Az Ország-Világ 1886. irodalmi pályázatán az Ő Proletárok c. tárczája nyerte el az elsőséget; azóta több cikke és elbeszélése jelent meg a nevezett lapban; irt még a következő lapokba: Egyetértés, Nemzet, Pesti Hirlap, Pester Lloyd, Budapester Tageblatt, Caviar, A Hét, Magyar Szemle, Vadászlap (vadászkalandok), Magyar Figaró (ahol Krix krax álnévvel humorisztikus elbeszéléseket irt), Budapesti Hirlap (tárcák), a vidéki lapokban is jelentek meg tőle versek, elbeszélések és vegyes tárcák, a magyar Figaró 1888. naptárában egy humoreszkje; továbbá a Singer és Wolfner által kiadott Almanachban (1888–89-ben) két novellája, melynek elsejét egy berlini képes folyóirat német fordításban is közölte; végre a Wiener Allg. Zeitungba és a St. Petesburger Heroldba írt pár elbeszélést.

### Könyvei
Életében 40-nél több kötete jelent meg. Közel 700 novella olvasható ezekben, de több mint 300 írása csak a korabeli lapokban lelhető fel.
1. Százszorszépek. Elbeszélések. Budapest, 1886.[5]
2. A szabad ég alatt. Elbeszélések. Budapest, 1888. (újabb kiadásban a Kis Könyvtár-sorozatban is)[6]
3. Tréfás történetek. Budapest, 1890. (Útközben! Mulatságos elbeszélések gyűjteménye-sorozat, később Vidám könyvek-sorozatban is)[7][8]
4. Dobogó szívek. Budapest, 1891. (Szépirodalmi Könyvtár-sorozat)[9]
5. Erdőn, mezőn. Természeti és vadászati képek. Spányi Béla, Pataky László, Mesterházy Kálmán, Ujváry Ignác, Goró Lajos és más művészek eredeti rajzaival. Budapest, 1894.[10]
6. Négyszemközt. Budapest, 1894.[11]
7. Jó az Isten. A jó szív kincs. Két elbeszélés. Budapest, 1895. (Filléres Könyvtár-sorozat)[12]
8. Csend. Illusztrálta Neogrády Antal. Budapest, 1895.[13]
9. Ecce homo. Budapest, 1896. (Egyetemes Regénytár-sorozatban is)[14]
10. Vig világ. Mulattató történetek, kalandok, adomák a vadász-, erdész- és gazdaéletből. Huszonöt műmelléklettel. Illusztrálta Garai Ákos és Neogrády Antal. Budapest, 1897.[15]
11. Vadász-történetek. Budapest, 1898. (Magyar Könyvtár-sorozat)[16]
12. A szerelem könyve. Elbeszélések. Budapest, 1899.[17]
13. A kaméleon-leány és más elbeszélések. Budapest, 1899. (Egyetemes Regénytár-sorozatban is)[18]
14. Magyar természeti és vadászati képek. Képekkel diszitette Neogrády Antal. Budapest, 1899.[19]
15. A lemoshatatlan folt. Budapest, é. n. [1900 körül] (Legjobb Olvasmányok-sorozat)[20]
16. »A nép barátja.« Budapest, é. n. [1900 körül] (Legjobb Olvasmányok-sorozat)[20]
17. Ingovány. Regény 2 kötetben. Budapest, 1900. (Színes Könyvek-sorozat)[21] Online
18. Keresd az asszonyt. Elbeszélések. Budapest, 1900. (Egyetemes Regénytár-sorozatban is)[22][23]
19. Egy darab élet. Budapest, 1901. (Legjobb Könyvek-sorozatban is)[24]
20. Szól a puska. Természeti képek és vadásztréfák. Budapest, 1901. (Magyar Könyvtár-sorozat)[25]
21. A királytigris. Regény. Budapest, 1901. (Egyetemes Regénytár-sorozatban is)[26]
22. Élőképek. Budapest, 1902. (Az Athenaeum Olvasótára-sorozat)[27]
23. A róna és az erdő. Állatjellemek, hangulatok, vadász-emlékek és arcképek gyűjteménye. Képekkel diszítette Olgyay Ferenc. Budapest, 1902.[28]
24. Igaz mesék. Budapest, 1903. (Egyetemes Regénytár-sorozatban is)[29]
25. A rab király szabadon. Fantasztikus állatregény. Mühlbeck rajzaival. Budapest, 1903.[30]
26. Vadásztáska. Budapest, 1903. (Magyar Könyvtár-sorozat)[31]
27. Visszhang. Elbeszélések. Neogrády A. és Goró L. rajzaival. Budapest, 1903.[32]
28. A rab király szabadon az ifjúság számára. Mühlbeck K. rajzaival. Budapest, 1904.[33]
29. A napsütötte férfi és más elbeszélések. Budapest, 1904.[34]
30. Magányos órák. Természeti hangulatok és vadászrajzok. Budapest, 1904.[35]
31. Szelek útján. Regény. Budapest, 1904. (Egyetemes Regénytár-sorozatban is)[36][37]
32. Erdőn, mezőn. Rövidített kiadás az ijfúság számára. Számos képpel. Budapest, 1905.[38]
33. Mulattató vadászrajzok. Vidám kalandok és adomák gyűjteménye. Szécsi Gyula eredeti rajzaival. Budapest, 1905.[39]
34. Tátra-Album. Hét színnyomat és 26 fametszet Compton E. T. aquarelljei után, Bársony István szövegével. Budapest, 1906.[40]
35. Titkos veszedelmek. Budapest, 1907. (Egyetemes Regénytár-sorozatban is)[41][42]
36. Súgok valamit. Elbeszélések. Budapest, 1908 [?].[43]
37. Tarka mesék. Elbeszélések. Budapest, 1908.[44]
38. Magyar földön. Természet és vadászat. Budapest, 1910.[45]
39. A boszorkány és más elbeszélések. Budapest, 1911.[46]
40. Dinamit. Budapest, 1911.[?][47]
41. A diadalút. Budapest, 1912)
42. Este. Elbeszélések. Budapest, 1914.[48]
43. Az erdő könyve. Erdei élmények és elbeszélések. Budapest, 1918.[49]
44. Vérvirág. Elbeszélések. Budapest, 1917.[50]
45. Az én világom. Rajzok. Budapest, 1925.[51]
46. Délibáb. Elbeszélések. Budapest, 1927.[52]

### Halála utáni kiadások
- Erdőn–mezőn. Vadásztörténetek. Vál., szerk., az utószót írta Véber Károly (Budapest, 1962)
- Csend. Elbeszélések (Magyar vadászírók klasszikusai. 2. Budapest, 2000)
- Vadásztáska. Vadásztörténetek (Meglepetés könyvek. Szeged, 2001)
- József főherceg: Útiemlékeim Afrikából / Bársony István: A vadászat; Zalaerdő Rt., Nagykanizsa, 2003
- Vadászhangok, hangulatok (Sárkeresztes, 2005)
- Az erdők könyve (Magyar vadászírók klasszikusai. 17. Százhalombatta, 2005)
- Igaz mesék MEK (2014) ISBN 9786155433764

## Emlékezete
- A Kerepesi temetőben, a fővárostól kapott díszsírhelye fölé a tisztelők és barátok életnagyságú szobrát állíttatták.[53]
- Szülőházára emléktáblát helyezett a Budapesti Ügyvédek Természetjáró Szakosztálya. Ez a háborúban megsemmisült, s helyére a 150. születésnapján a nevét viselő Alapítvány helyezett új domborművet.
- Civil szervezetek vették fel a nevét. (Bársony István Fotóklub, Bársony István Alapítvány)
- Bársony István Emlékplakett készült.
- A Tűzköves forrásnál emléktáblát avattak fel tiszteletére.
- Csongrádon mezőgazdasági szakközépiskola vette fel nevét.
- Nevét viseli a II. Rákóczi Ferenc Magyar-Angol Két Tanítási Nyelvű Általános Iskola Sárkeresztesen működő Bársony István Tagiskolája
- Budapesten utca viseli a nevét.
- Évente hagyományosan megrendezik (korábban Lovasberény, Moha, újabban Bicske kiindulóponttal) a kerékpáros teljesítmény- és Bársony István emléktúrákat.
- Fehérvárcsurgón Bársony István Emlékház mutatja be munkásságát és a terület vadászati múltját.